# قائمة القورجي باشيات
القرشي باشي (الفارسية: قورچی‌باشی‌) هم قائدة للقُورْشِيّين (الحرس الملكي للشاه الصفوي). وكان هناك أيضًا قورش باشيون متمركزون في بعض المقاطعات والمدن. ومع ذلك، كانوا جميعًا تابعين للقُورْشِيّ باشي الأعلى، المذكور في هذه المقالة.

## قائمة القورجي باشيات

### عهدإسماعيل الأول
- عبد البك تاليش (1506-1507)
- ياكان بيك تكيلو (1509-1510)
- سارو بيره أوستاجلو (1512)
- مونتاشا سلطان أوستاجلو (1513)
- ياراش بيك أوستاجلو (1514)
- علي سلطان تشيشكيلو (1518)

### عهدطهماسب الأول
- نضر بك (1524)
- بكر بك أوستاجلو (1526-1527)
- تتار أوغلي تكيلو (1528-1529)
- دراق بيك تكيلو (1529-1530)
- دورا بك - أو ديده بك (1531)
- Parvaneh Beg Tekkelu (1531)
- خليفة محمد شاملو (1533-1534)
- أوغلان خليفة شاملو (1534)
- شير حسن (ذو القدر؛ 1534)
- سيفيندوك بك أفشار (1534-1562)
- أحمد بك أفشار (1574)
- يوسفقولي سلطان أفشار (1576-1577)
- قولي بيك أفشار (1576-1577)

### عهدإسماعيل الثاني
- يوسفقولي سلطان أفشار (1576-1577)
- قولي بيك أفشار (1576-1577)
- إسكندر بيك أفشار (1577)
- قولي بيك أفشار (1577)
- طهماسبقولي سلطان أفشار (1577)
- كاتشال مصطفى أفشار (1577)

### عهدمحمد خدابنده
- إسماعيل قلي خان (1584)

### عهدعباس الأول
- يوسف خان ابن قولي بك أفشار (1587-1588)
- بدر بيك أفشار (1587-1588)
- ولي خان أفشار (1588-1589)
- الله قولي بك قابامة أوغلي قاجار (1591-1612)
- عيسى خان صفوي (1612-1631)

### عهدشاه صفي
- عيسى خان صفوي (1612-1631)
- جراغ خان زاهدي (1631-1632)
- الأمير خان سوكلان ذو القدر (1632-1638)
- جاني بك خان شاملو (1638-1645)

### عهدعباس الثاني
- جاني بك خان شاملو (1638-1645)
- مرتضى قولي خان بيجديلي شاملو (1645-1648)
- مرتضى قولي خان قاجار (1648-1663)

### عهدسليمان الأول
- كلب علي خان (1668-1682)
- سارو خان سهاندلو (1682-1691)
- شاه قلي خان زنغنه (1691-1699)

### عهدالسلطان حسين
- مرتضى قولي خان بيجيرلو (1698-1699)
- شاهقلي خان زنغنه (؟ -1707)
- جعفر قولي خان حاتمي (171؟)
- محمد زمان خان شاملو (1711)
- صفيقولي خان (1715)
- محمدقولي خان شاملو (1716-1720)
- عليكولي خان زنغنه (1720-1721)
- الشيخ علي خان زنغنه (1721)
- مصطفكلي خان سعدلو (1721)
- فرج الله خان عبد الله (1721)
- محمد خان عبدلو (1721)

### عهدطهماسب الثاني
- نادر قلي بيك (1726-1730)
- محمد رضا خان عبد الله (1730-1733)

### عهدعباس الثالث
- محمد رضا خان عبد الله (1730-1733)
- قاسم بك قاجار (1733-1736)